# Frau Potz
Frau Potz ist eine 2007 gegründete Punkrock-Band aus Norddeutschland mit Wurzeln in Husum.

## Geschichte
Obwohl bereits 2007 gegründet, beschränkte sich die Aktivität der Band zunächst auf vereinzelte Konzerte und Songveröffentlichungen. Grund dafür war vornehmlich Schönfuss' Engagement als Sänger der deutlich erfolgreicheren Hardcore-Band Escapado ab 2009. Erst als sich Escapado Ende 2011 auflösten, wurde Frau Potz das Hauptprojekt der drei Musiker Felix Schönfuss, Hauke Röh und Jens Balkowski. Das im Februar 2012 erschienene erste Album mit dem Titel lehnt dankend ab wurde in verschiedenen Musikmedien und vielfach im Internet rezipiert. In der Musikzeitschrift Melodie und Rhythmus wurde es als Album des Monats vorgestellt und Frau Potz vom Chefredakteur Jürgen Winkler als „die Band der Stunde“ bezeichnet.
Ende 2012 hat Kerli Kawumski die Band verlassen, woraufhin Frau Potz im Juli 2013 eine Pause auf unbestimmte Zeit ankündigte. In der Folgezeit unterstützte Felix Schönfuss die Gruppe Kmpfsprt und Hauke Röh trat der Gruppe Station 17 bei. 2014 gründete Felix Schönfuss die Band Adam Angst, deren Hauptsongwriter, Frontmann und Sänger er ist und deren Stil nicht zuletzt aufgrund seines Gesangs und Texten mit Frau Potz verglichen wird. Schönfuss persifliert diese Vergleiche im Adam-Angst-Song Punk mit den Zeilen „Und feuert euren Sänger, diesen 'irgendwas mit -fuss'/Frau Potz wurde ermordet für 'ne Boyband mit Tattoos“.
Am 7. Mai 2015 traten Frau Potz trotz ihres Hiatus auf dem Abschiedskonzert ihres Labels Delikatessen Tonträger in Hamburg auf. Während dieses Konzert, als auch zuvor bei Interviews bezüglich Adam Angst, bekräftigte Felix Schönfuss, dass Frau Potz nicht endgültig aufgelöst seien, es allerdings in den Sternen stehe, wann die Band wieder aktiv Musik machen würde.

## Stil
Als Punkrock-Band bringen Frau Potz schnellen Hardcore Punk auf die Bühne. Aufgrund eines ähnlichen Musikstils, der gemeinsamen Herkunft aus Husum und den Hang zu kryptischen Songtiteln wird die Musik von Frau Potz häufig mit der von Turbostaat verglichen. Die Texte befassen sich mit gesellschaftlichen, politischen und zwischenmenschlichen Themen. Dabei wird eine zornige und wütende Einstellung zum Ausdruck gebracht, unterstützt durch die Musik und den meist schreienden Vortrag von Felix Schönfuss. In der Quintessenz werden die Existenz einer unabhängigen Subkultur außerhalb jedes gesellschaftlichen Mainstreams vorgegeben und alternative Werte zu einer menschenfeindlichen Gesellschaft propagiert:

„Wir Menschen sind viel stärker als ihr denkt. Wir brauchen diese Schutzhaft nicht. Glaubt nicht dass das nötig ist. Dass ohne Geld und Führer die ganze Welt zusammen bricht.“

## Diskografie

### Studioalben
- 2012: lehnt dankend ab (Delikatess Tonträger, CD, LP, Download)

### Singles
- 2010: Der Ire war nicht das Problem / Bleiben wo wir sind (Delikatess Tonträger, Split mit Findus, 7")
- 2011: Stotterrobotter / Bo Jan und die Bullen (Aurora Ghost Remix) (CD-R)
- 2012: Lälü (Delikatess Tonträger / Rookie Records, Split mit Love A, 7")

### Demos
- 2009: Schlossers Law / Kapuze / Ach, Heiner (CD-R)